# Cyathea arthropoda
Cyathea arthropoda är en ormbunkeart som beskrevs av Edwin Bingham Copeland. Cyathea arthropoda ingår i släktet Cyathea och familjen Cyatheaceae. Inga underarter finns listade.